# Ділянка 35
«Ділянка 35» (фр. Carré 35) — франко-німецький документальний фільм 2017 року, поставлений Еріком Каравакою. Прем'єра стрічки відбулася 21 травня 2017 на 70-му Каннському міжнародному кінофестивалі, де він був показаний у позаконкурсній програмі. Фільм був номінований в категорії Найкращий документальний фільм на французьку національну кінопремію «Сезар» 2018 року .

## Сюжет
Ерік Каравака вирушає на пошуки своєї сестри Крістіни, яка загинула у трирічному віці, задовго до того, як він народився, і про існування якої він дізнався значно пізніше. Про неї не прийнято було говорити в його сім'ї, вдома майже не було фотографій дівчинки. Відомо лише, що похована вона на ділянці 35 французького цвинтаря Касабланки. Фільм є спробою заповнити о́брази, яких бракує, відшукати частини власної ідентичності. Пробитися до підсвідомої пам'яті, яка є в кожному з нас і яка нас формує, — хочемо ми цього або ні.

## Нагороди та номінації
| Список нагород та номінацій         | Список нагород та номінацій | Список нагород та номінацій    | Список нагород та номінацій | Список нагород та номінацій | Список нагород та номінацій |
| Кінофестиваль/Кінопремія            | Рік                         | Категорія                      | Номінант(и)                 | Результат                   | Дж                          |
| ----------------------------------- | --------------------------- | ------------------------------ | --------------------------- | --------------------------- | --------------------------- |
| Каннський міжнародний кінофестиваль | 2017                        | Золота камера                  | Ділянка 35                  | Номінація                   |                             |
| Приз Луї Деллюка                    | 2017                        | Найкращий фільм                | Ділянка 35                  | Номінація                   |                             |
| Премія «Люм'єр»                     | 5.02.2018                   | Найкращий документальний фільм | Ділянка 35                  | Номінація                   |                             |
| Премія «Сезар»                      | 2.03.2018                   | Найкращий документальний фільм | Ділянка 35                  | Номінація                   | [ 3 ]                       |